# 汉十高速铁路
汉十高速铁路，规划和建设期间称为武汉经襄阳至十堰城际铁路，是一条从中华人民共和国湖北省武汉市出发，经襄阳最终到达十堰的城际铁路，是武汉至西安高速铁路的组成部分。线路初期通过武孝城际铁路连接汉口站，远期将从武汉西站引出新线，并延长至西安。全线已于2019年11月29日开通运营。

汉十高铁路线图

## 名称
在规划和建设期间的工程名为“武汉经襄阳至十堰城际铁路”，有网民据此称其为“武襄十城际铁路”，部分媒体将其称为“武十城际铁路”。根据中国城际铁路命名惯例，城际铁路按照中心城市名在前、次级城市名在后顺序来命名。而根据汉口站引出的线路均以“汉”字冠名、武昌站和武汉站引出的线路均以“武”字冠名的惯例，该线路被称为“汉十城际铁路”。

## 历史

### 建设历程
2015年2月15日，汉十城际铁路随州至枣阳段开工，时任湖北省委书记李鸿忠、省长王国生和中国铁路总公司副总经理黄民到施工现场调研。其余部分预计于同年6月至9月间开工建设。
中铁十一局负责施工。
2019年6月22日，全线铺轨完成。
2019年9月5日，本线进入联合调试阶段。
在本线开通后，汉丹普速铁路的运力增加了5000万吨/年。

## 线路概况
汉十城际铁路初期利用已建成的武孝城际铁路连接汉口站，正线从孝感东站西北向引出，经过襄阳东站至十堰东站，正线全长359.1公里，估算总投资527.5亿元人民币。汉十城际铁路的修建能将已经饱和的汉丹铁路实现客货分离。预计线路建成后汉口站至襄阳东站只需1小时、至十堰东站只需2小时。

### 线路走向
由于沿线的景点众多，本线得到了“湖北最美高铁”的称呼。
武孝城际铁路的正线规划从孝感东站引出，两次跨过京广铁路后在孝感西北预留朋兴站，出站后跨澴河进入云梦县，在云梦县东北约 1km 处设云梦东站，而后继续向西跨汉丹铁路、汉十高速、府河后，在安陆市西侧 2km 处设安陆西站，而后向西北方向跨麻竹高，在西南侧设随州南站，而后跨府河，在安居镇设安居站，在枣阳利用现有的枣阳站，而后跨汉丹铁路、汉十高速，线路自南向北进入襄阳规划的东津新区，与规划中郑万铁路并站设襄阳东津站并引出联络线至襄阳东站。而后线路与郑万铁路并行向北跨唐白河至襄州区，经襄阳机场西侧，向北跨过汉十高速、316国道后折向西，在马集镇设马集越行站，继续向西到达老河口市，在老河口市南侧设老河口南站，出站后线路在王甫洲水库下游跨汉江，于谷城北侧设谷城北站，而后进入十堰秦巴山区，跨过302省道后，于汉十高速北侧土关垭镇设丹江口南站，而后跨汉十高速、316国道、襄渝铁路后，隧穿武当山，于武当山旅游区西侧设武当山西站，而后沿汉十高速西行至区西北侧水堤沟设十堰东站。
汉十城际铁路经过数个自然保护区，包括谷城汉江国家湿地公园、丹江口水库，以及世界文化遗产——武当山，还有羊子山古墓群。规划初期亦有北线（沿汉十高速）、中线（沿襄渝铁路）的方案，惟分别需跨过丹江口水库和经过玉虚宫等遗址而被放弃。现行线路方案将通过隧道穿越武当山，使铁路不在武当山景区的可视范围内。

### 技术参数
正线采用无砟轨道（联络线则采用有砟轨道）。设计速度为350公里/小时。
孝感东至十堰东区间共建设桥梁159座，其中特大桥71座，大桥64座，中桥24座，总长20万延米。桥线比为51.6%；共建设隧道22座，其中3到10千米的长隧道有7座，500米到3千米的中长隧道有9座，500米以下的短隧道有6座。隧线比为14.4%。总桥隧比为66%。全线共有道岔238组，其中4组采用42号大号码高速道岔。

## 车站
汉十城际铁路将在孝感东至十堰东区间内设13座站。其中孝感东站利用武孝城际铁路车站，延长站台并将到发线长度由450m增至650m，由尽端式车站改为贯通式车站；朋兴站为预留无配线车站，先期仅对地道及站台进行施工；枣阳站在既有汉丹铁路车站对侧增设高速场并对油库线等局部改建；其余11座均为新建车站。云梦东站未来将接入武汉-云梦直通线且预留经应城、京山至钟祥的城际铁路，襄阳东站将接入在建的郑万铁路且预留襄阳-贵阳铁路。
| 汉十城际铁路车站列表 |                         |        |          |                           |                                                                     |                |
| 名称                 | 汉口站起计里程 （公里） | 所在地 | 所在地   | 到发线数目                | 连接铁路                                                            | 备注           |
| 汉口站               | 0                       | 武汉市 | 江汉区   | 10台20线 （城际场3台5线） | 京广铁路汉口联络线，合武铁路， 汉宜铁路，汉丹铁路 █ 2号线汉口火车站 |                |
| 经武孝城际铁路       |                         |        |          |                           |                                                                     |                |
| 孝感东站             | K60+427                 | 孝感市 | 孝南区   | 2台4线                    | 武孝城际铁路                                                        |                |
| 朋兴站               |                         | 孝感市 | 孝南区   | 2台2线                    |                                                                     | 预留车站       |
| 云梦东站             | K81+878                 | 孝感市 | 云梦县   | 2台6线                    |                                                                     |                |
| 安陆西站             | K108+239                | 孝感市 | 安陆市   | 2台4线                    |                                                                     |                |
| 随州南站             | K160+500                | 随州市 | 曾都区   | 2台6线                    |                                                                     |                |
| 随县站               | K179+676                | 随州市 | 随县     | 2台4线                    |                                                                     |                |
| 枣阳站               | K234+754                | 襄阳市 | 枣阳市   | 3台8线 （高速场2台4线）   | 汉丹铁路                                                            |                |
| 襄阳东站             | K280+268                | 襄阳市 | 襄州区   | 10台22线，预留15台32线    | 郑渝高速铁路                                                        |                |
| 隆中站               | K311+833                | 襄阳市 | 襄城区   | 2台4线                    |                                                                     | 不办理客运业务 |
| 谷城北站             | K366+009                | 襄阳市 | 谷城县   | 2台4线                    |                                                                     |                |
| 丹江口站             | K394+970                | 十堰市 | 丹江口市 | 2台5线                    |                                                                     |                |
| 武当山西站           | K433+199                | 十堰市 | 丹江口市 | 2台4线                    |                                                                     |                |
| 十堰东站             | K459+220                | 十堰市 | 张湾区   | 3台7线                    |                                                                     |                |

## 桥梁隧道
| 名称         | 位置   | 位置     | 跨越/穿越                        | 长度（米） |
| ------------ | ------ | -------- | -------------------------------- | ---------- |
| 涢水特大桥   | 随州市 | 随县     | 涢水、S306省道、姚过河、随岳高速 | 7133       |
| 官山河特大桥 | 十堰市 | 丹江口市 | 汉十高速彭家湾大桥，丹江口水库   | 1405       |

## 运营
本线开通运营初期将有动车组列车30对，待2019年12月30日“调图”后将增加到日常线39.5对、周末线6对、高峰线12对。

## 远期规划
远期汉十高速铁路将从武汉西站引出，不再使用速度仅为200公里/小时的武孝城际铁路，使全线速度达到350公里/小时。远期线路将连接西安铁路枢纽以组成武西高速铁路，使列车能继续前往兰州和银川，成为沟通中国西北地区和华中的重要快速通道。

## 事故
2024年8月1日下午，武汉市江岸区后湖大道与文博路交汇处附近出现地质塌陷，导致汉十高铁限速运行。受此影响，当晚汉口站经汉十高铁运行的多个车次均出现不同程度晚点。